# هوکرتون (کارولینای شمالی)
هوکرتون (به انگلیسی: Hookerton) شهری در ایالت کارولینای شمالی کشور ایالات متحده آمریکا است که جمعیت آن در سرشماری سال ۲۰۱۰ میلادی، ۴۰۹ نفر بوده‌است.